# Village olympique de Saint-Denis
Le village olympique de Saint-Denis est un village olympique basé en Seine-Saint-Denis (Île-de-France) construit pour accueillir les athlètes lors des Jeux olympiques et paralympiques d'été de 2024 à  Paris.
Construit principalement sur la commune de Saint-Denis, il s'étend également sur les communes de Saint-Ouen-sur-Seine et L'Île-Saint-Denis. Situé en partie sur l'île Saint-Denis, le franchissement de la Seine s'effectue au moyen d'une passerelle piétonne qui reliera l'île aux studios au niveau de la Cité du cinéma autour de laquelle deux autres parcelles seront intégrées au site. Le site se trouve à environ 1,3 km de la station de métro Saint-Denis Pleyel qui comporte le prolongement de la ligne 14, mais pas encore les lignes 15, 16 et 17 lors de l'ouverture des JOP.
Le lieu imaginé par l'architecte Dominique Perrault héberge les 14 500 athlètes olympiques, puis les 9 000 athlètes paralympiques et leur staff technique du 26 juillet au 8 septembre 2024. Le site est ensuite adapté pour s'intégrer aux communes qu'il borde.

## Choix du site

La station Saint-Denis Pleyel le cœur du plan Grand Paris Express est aussi le lieu choisi pour construire le village olympique.

Le quartier des Batignolles envisagé pour l'accueil des JOP de 2012 ayant été depuis aménagé, Paris ne disposait plus de site assez grand pour l'accueillir intra muros. Le site de Saint-Denis a été privilégié de par sa proximité avec les infrastructures sportives comme le Stade de France ou le Centre aquatique olympique se trouvant à 2 km, mais aussi pour une reconversion aisée après l'événement sportif. Le village est conçu pour proposer de nouveaux logements durables.
Le village olympique est construit majoritairement sur le territoire communal de Saint-Denis, mais aussi de Saint-Ouen et L'Île-Saint-Denis, la partie sur cette île étant reliée au cœur du village par une passerelle franchissant la Seine conçue par les architectes Thomas Lavigne et Cecilia Amor,. Cette ZAC alors à l'époque ancienne zone industrielle en partie désaffectée a été choisie pour bâtir le futur village olympique.
Le site a la particularité d'avoir en son centre les halles de la Cité du cinéma. Sa desserte en transports est de bonne qualité avec à la fois l'autoroute A86, mais aussi la ligne 13 et les stations Mairie de Saint-Ouen et, depuis le 24 juin 2024, Saint-Denis Pleyel pour la ligne 14.

## Construction et aménagement
Calendrier de la construction du village
- Mars 2019 - Finalisation des études
- 2020 - Préparation des terrains
- 2021-2023 - Travaux de construction
- 1er mars 2024 - Livraison du village à Paris 2024
- 2025 - Travaux d'adaptation du village

Imaginé par l'architecte Dominique Perrault en 2015, le projet du village des athlètes est retenu parmi trois autres projets. 
Le chantier commence officiellement le 4 novembre 2019 avec une visite officielle du premier ministre de l'époque Édouard Philippe, et de la maire de Paris Anne Hidalgo posant sa première pierre symbolique. En lien avec SOLIDEO, le livreur des ouvrages olympiques de Paris 2024 a pour date butoir 1er mars 2024, date à laquelle le village devra être livré au comité d'organisation des jeux olympiques et paralympiques d'été de Paris 2024, la durée des travaux étant donc de cinq ans, alors qu'un chantier de cette ampleur en nécessite habituellement le double. Un quart des 64 chantiers de la Solideo est en lien avec le village olympique.

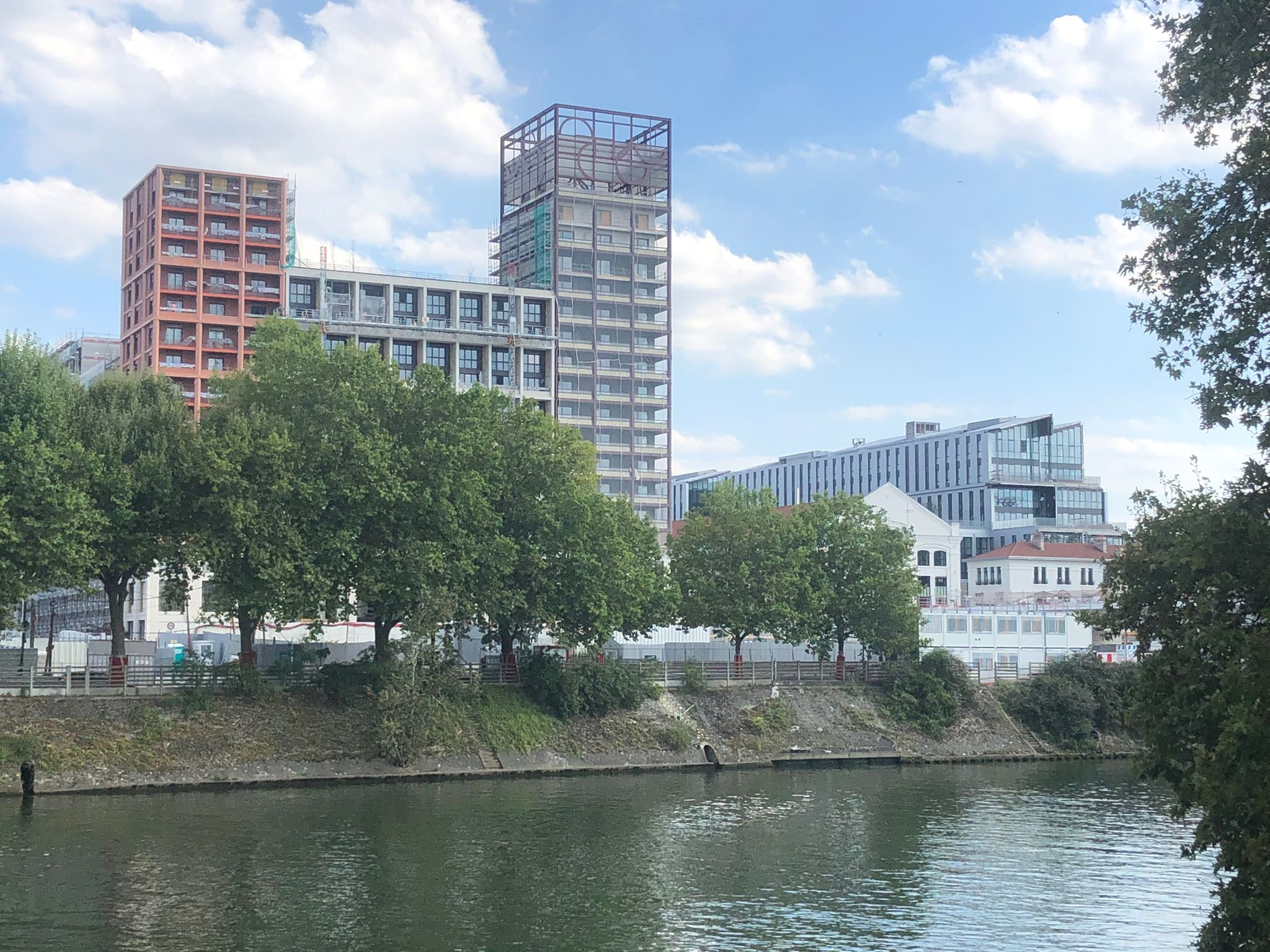
Partie du village sur Saint-Denis.

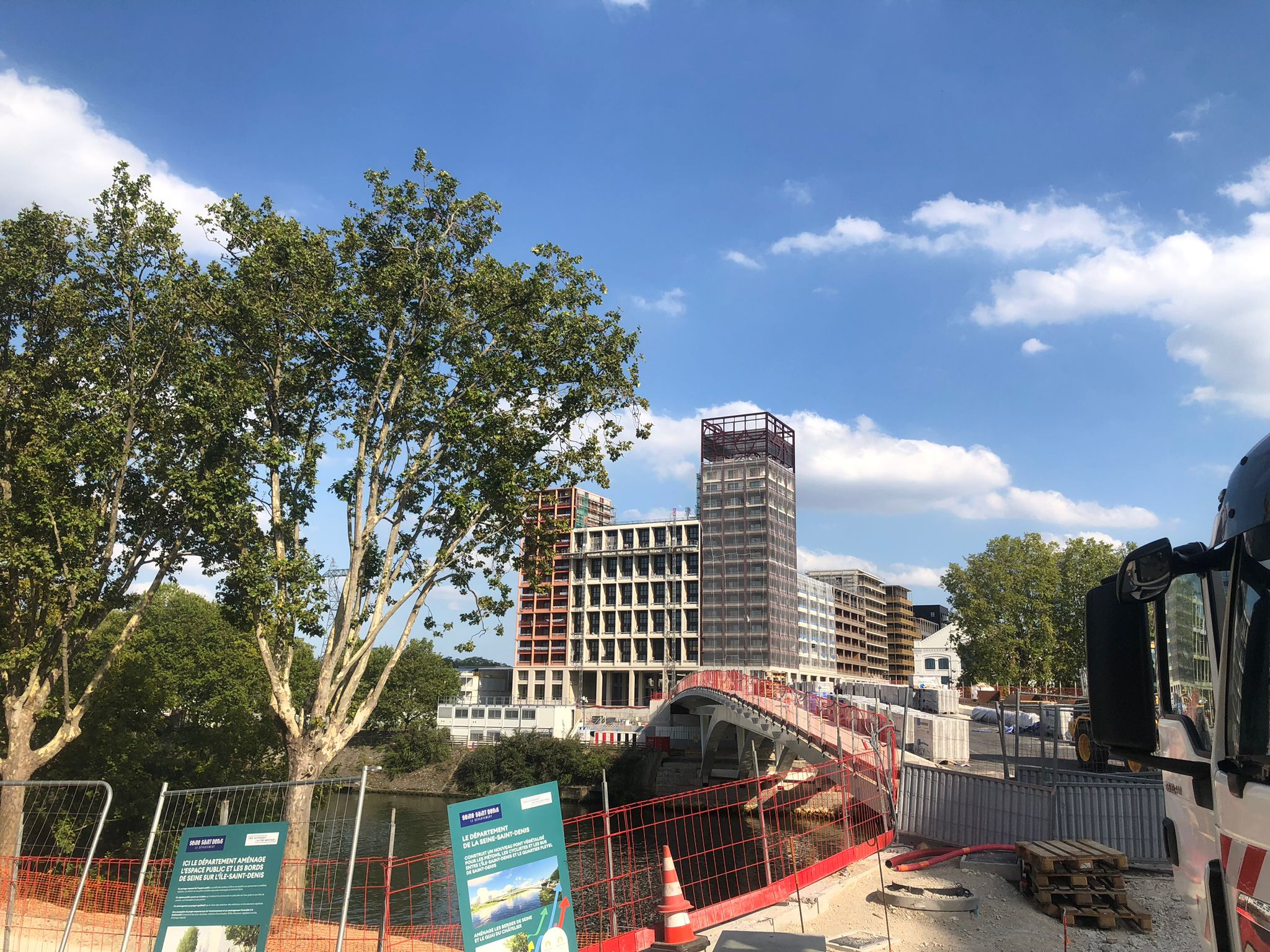
Le pont olympique Louafi Bouguera qui permet de faire la jonction entre le village sur Saint-Denis et sur l'ile de Saint-Denis.

Le site qui doit héberger un nombre de 14 500 athlètes dans près de 3 000 appartements répartis dans 82 bâtiments résidentiels, s'étend sur 46 hectares répartis en quatre secteurs : Universeine à Saint-Denis, une opération préexistante développée par Vinci Immobilier ; Les Quinconces, à Saint-Ouen, confiés à un pool Caisse des Dépôts avec Icade, la CDC, et CDC Habitat ; Les Belvédères, à Saint-Ouen, accordés au groupement Nexity-Eiffage Immobilier-CDC Habitat ; l'écoquartier de L'Île-Saint-Denis du duo Pichet-Legendre. Celles-ci abriteront les lieux de détente, notamment un restaurant de 5 000 places (sur environ 11 000 m2). Pour relier ces deux parties, une passerelle réservée aux bus et aux mobilités actives est construite,. La passerelle débouche à niveau côté Pleyel, mais une large rampe hélicoïdale sur la place olympique met également en accessibilité les berges de Seine.
Les travaux débutent par le déplacement et l'expropriation de certaines entreprises encore sur place, pour totalement raser le terrain afin de pouvoir l'aplatir,. Le chantier par sa taille conséquente mobilise quotidiennement entre 2021 et 2023 1 400 à 1 900 ouvriers et 49 grues, ce qui en fait ainsi l'un des plus grands chantiers urbains d'Europe à cette période,.
La Seine a été utilisée en grande partie pour l'apport et l'export de matériaux du chantier. La Cité du cinéma est aussi à réaménager pour se transformer provisoirement durant les jeux en un restaurant avec une capacité de 60 000 repas par jour. La construction bois a été favorisée (16 des 22 bâtiments de L'Île-Saint-Denis ayant une ossature bois), avec au moins 30 % de bois français et aucun bois tropical, sauf contrainte technique particulière, et l'usage massif de béton bas carbone par Vinci Immobilier,.

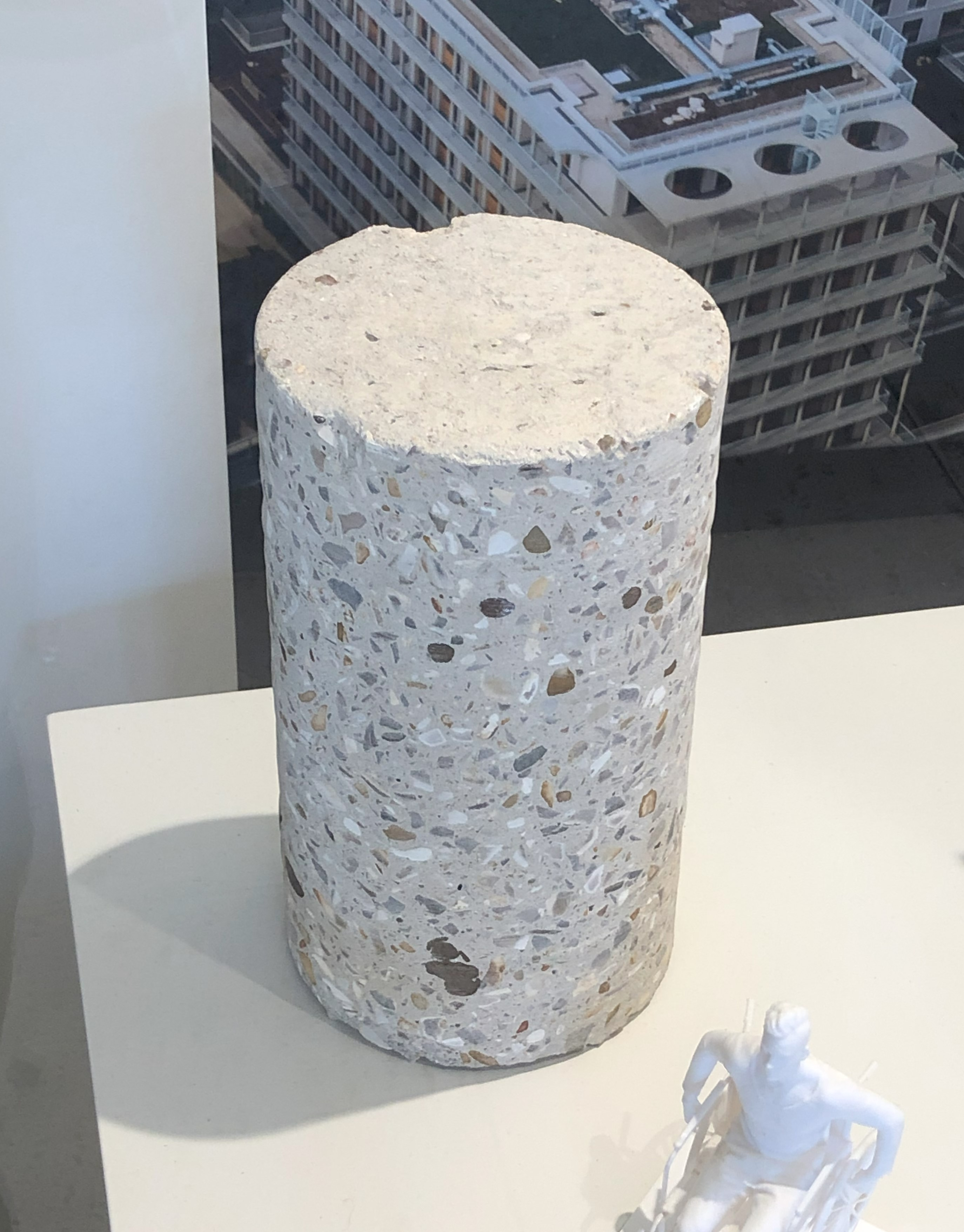
Carotte de béton « ultra bas carbone », utilisé pour le village olympique.

Pour une sobriété d'usage, la circulation d'air a été étudiée pour une ventilation estivale naturelle, alors que le chauffage et le rafraîchissement seront assurés par la géothermie. L'aménagement olympique du site permet de financer le démantèlement des lignes électriques à haute tension, qui sont enfouies sur 2,4 kilomètres, permettant la disparition de 27 pylônes (dont six dans l'emprise du village) entre Villeneuve-la-Garenne et Saint-Denis,.
Le village olympique doit accueillir les athlètes des Jeux paralympiques d'été de 2024, ce qui explique une conception en accessibilité universelle intégrale des sites de la rive Est. Sur cette rive, le village atteint 100 % de logements aux normes d’accessibilité — quand la loi français n’impose qu’un seuil de 20 % — avec des espaces généreux permettant par exemple à deux fauteuils de se croiser dans un couloir.

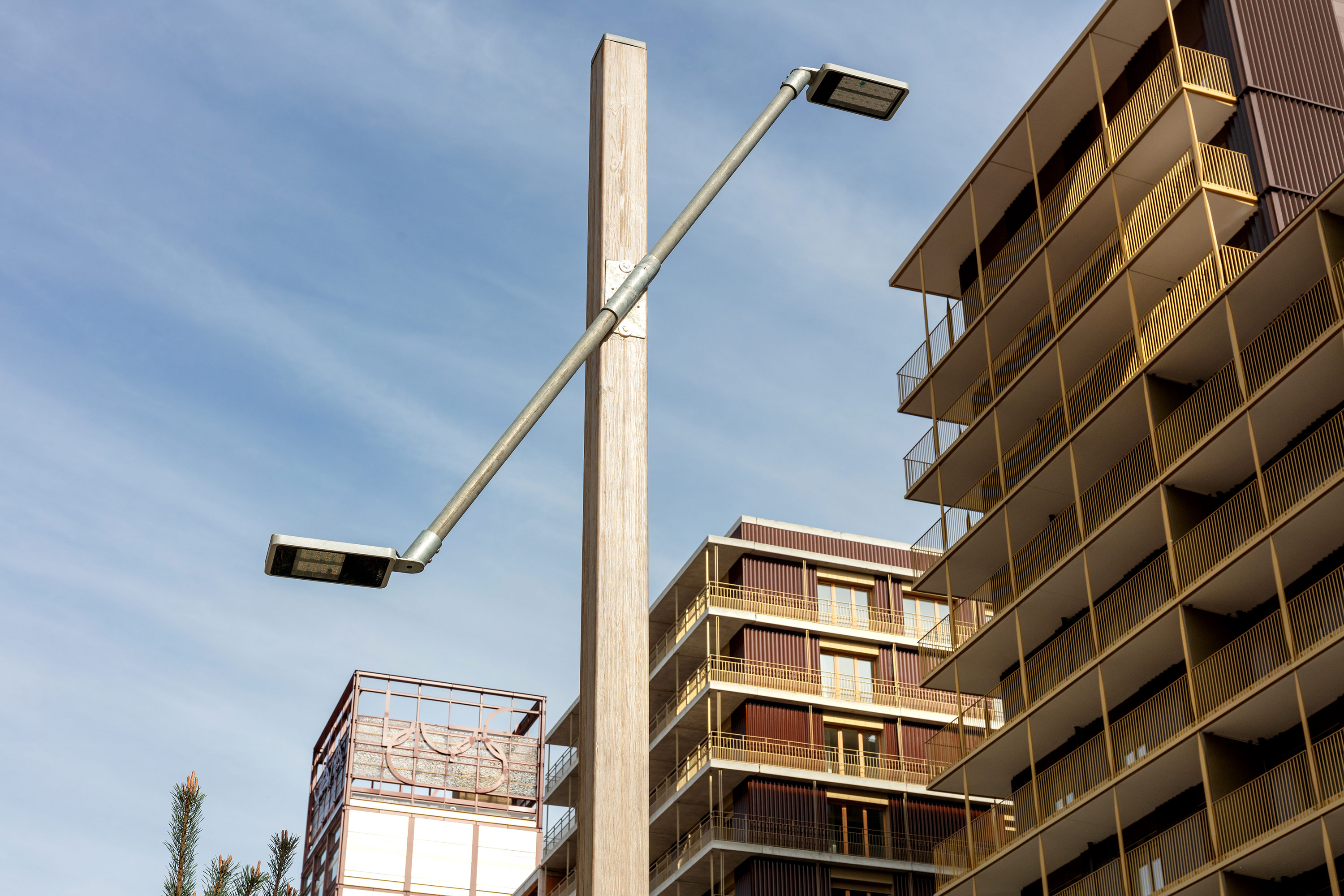
Lampadaire conçu avec une crosse issue du réemploi de structures d'échafaudage.

Le projet des espaces publics du Village des Athlètes incarne l’ambition de créer la ville vivante et durable de demain. Conçu par les paysagistes de l'agence TER, les espaces publics jouent un rôle central dans le quartier. Les aménagements paysagés s'ouvrent sur la Seine, transformée en une destination prisée pour les promenades, la détente, les activités sportives et les loisirs. Un parc boisé de 3 hectares viendra enrichir le réseau paysager du quartier lors de la phase héritage. Pour la Société de livraison des ouvrages olympiques (Solideo), les aménagements des Jeux Olympiques ont été guidés par les principes d'héritage et d'exemplarité. Les objectifs principaux incluaient la réduction de l'empreinte carbone, le réemploi et le recyclage des matériaux de chantier, l'assurance du confort urbain, ainsi que la promotion du respect et de la préservation de la biodiversité, incitant les entreprises à proposer et à expérimenter des innovations. Pour illustrer cette volonté, les lampadaires du village, dessinés par Concepto et le Studio 5•5 ont été conçus en réemploi et seront conservés lors de la phase héritage. Dans la même optique, Placo, filiale de Saint-Gobain, déploie dans les chambres des athlètes 60 000 m2 de cloisons entièrement démontables qui seront réutilisées à l'issue de la compétition.
Cinq purificateurs d'air en forme de soucoupes volantes sont installés entre le village olympique et l'autoroute A86 pour filtrer les particules fines polluantes : ces ombrières géantes dépolluantes (4,6 m de haut sur 6 m de diamètre) construites par Aerophile diffuseront l’équivalent de 43 piscines olympiques d’air pur par heure (soit un volume de plus de 108 000 m3 par heure) pour créer un véritable îlot d’air pur sur la Place des Athlètes.
Mille cinq cent logements seront équipés d'une VMC comprenant un système d'ionisation de l'air fourni par l'entreprise Teqoya qui permet d'en capter 90 % des microparticules, bactéries, pollens et allergènes,.
La remise des clés par la Solideo à Paris 2024 est effectuée le 29 février 2024 en présence du président de la République Emmanuel Macron. Le village est livré dans les délais et le budget annoncé (tenu à 3 % près avec 646 millions d'euros d'appuis publics, dont 542 millions par l’État, pour un budget total de l'ordre de deux milliards d'euros), grâce notamment à une loi d'exception (la loi du 26 mars 2018 relative à l'organisation des jeux Olympiques et Paralympiques de 2024 qui crée des dérogations au droit de l'urbanisme, conformément aux engagements gouvernementaux pris avec le Comité international olympique à travers un contrat de ville hôte),.

## Restauration
La nef de la Cité du cinéma est transformée en un restaurant géant de 3 500 places assises qui offre aux 15 000 athlètes, de jour comme de nuit, 550 recettes sous la direction des chefs de Sodexo Live ! (marque du groupe Sodexo spécialisée dans l'hospitalité et l'événementiel) Charles Guilloy et Stéphane Chicheri, ainsi que trois chefs partenaires, Akrame Benallal, Amandine Chaignot et Alexandre Mazzia,,.

## Impact et controverses
L'impact écologique de la construction de ce village olympique fait polémique. S'il s'inscrit dans une certaine continuité de projets pour le secteur Pleyel à Saint-Denis et pour l'écoquartier de L'Île-Saint-Denis, le projet de village olympique vient heurter des activités existantes en particulier à Saint-Ouen, ce qui suscite des oppositions et conflits en 2018 et 2019 en raison de la destruction d'une zone d'activités, d'un foyer de travailleurs migrants, d'une résidence étudiante et d'un fort impact sur plusieurs établissements d'enseignements.
Une zone d'activités de 6 hectares abritant 23 entreprises et 1 300 salariés à Saint-Ouen est libérée fin 2019 : l'hôtel Ibis est démoli, les 350 salariés du groupe Balas traversent la Seine pour rejoindre Gennevilliers, le traiteur À Table Épinay-sur-Seine, alors que son concurrent Fauchon Réceptions affaibli par le mouvement des Gilets jaunes cesse son activité. L'ancien foyer de travailleurs migrants est reconstruit sur deux sites proches. Après leur départ, les résidents sont hébergés dans une résidence temporaire près de la porte Montmartre, avant de réintégrer début 2023 un premier foyer neuf de 150 places près de la gare de Saint-Ouen, alors que l'autre site aussi de 150 places doit être inauguré à l'automne 2024 avenue Michelet, également à Saint-Ouen. L'établissement public Supméca, qui forme annuellement 650 étudiants à Saint-Ouen est affecté par le besoin de rendre circulable et de démolir une résidence de 97 chambres, que la Solideo reconstruit pour 8,3 millions d'euros sur une parcelle vacante pour y créer 120 chambres qui sera utilisées pendant les Jeux, en intégrant le restaurant universitaire en rez-de-chaussée. Intégrée à la Cité du cinéma, il est proposé à l'école Louis-Lumière une relocalisation à Aubervilliers.
L'espace libéré par des bâtiments industriels en limite de Saint-Ouen et Saint-Denis à l'arrière du collège Dora-Maar doit permettre d'y édifier une gare routière temporaire, qui véhiculera les athlètes et leurs accompagnateurs en direction des sites de compétition et d'entraînement. Inclus dans le périmètre de sécurité du village, le collège voit ses logements de fonction reconstruits avec des matériaux biosourcés au-dessus du gymnase scolaire. Situé côté Saint-Ouen le lycée Marcel-Cachin, qui datait de 1965, est reconstruit dans la même rue pour une livraison à l'automne 2023,.
Durant les Jeux, les bretelles de l'autoroute A1 de la Porte de Paris à Saint-Denis seront réservées aux usages olympiques, avant d'être démantelées en 2025. Pour conserver la possibilité d'entrer et sortir de l'autoroute A86, le demi-échangeur de Pleyel est complété par deux nouveaux sens de circulation,. Le projet de complétude de l'échangeur de l'A86 est toutefois dénoncé par des associations environnementalistes et des riverains au motif de la proximité du groupe scolaire Anatole-France et du surcroît d'émissions polluantes automobiles que cet aménagement causerait. Après une première validation par la justice administrative, la Cour administrative d'appel de Paris valide définitivement le projet à l'automne 2020.
Les athlètes de certaines délégations étrangères critiquent les files d'attente, la qualité (manque de goût, protéines en trop faible quantité) ou la quantité des plats servis du restaurant du Village olympique. Le groupe Sodexo défend son modèle et opère des réajustements,.
Les athlètes des JO devant quitter le village au plus tard le 13 août, Paris 2024 dispose d'une semaine pour le réaménager avant l'arrivée des délégations paralympiques qui logeront (uniquement à Saint-Ouen et Saint-Denis) à compter du 21 août jusqu'à la fermeture définitive le 10 septembre. Les circulations doivent être facilitées entre les bâtiments mais aussi au restaurant, où des chaises sont retirées pour permettre aux fauteuils roulants de bien circuler. Un tiers des 2 700 volontaires invités au village ont déjà été impliqués dans la séquence précédente.

## Après les Jeux
Il est prévu que la Solideo engage des travaux de réversibilité pour adapter le village après les Jeux afin que ses 2 800 logements répartis dans une quarantaine d'immeubles accueillent 6 000 habitants et 6 000 salariés,,. La gare routière olympique laissera place à un parc arboré de 3 hectares jouxtant le collège Dora Maar et la future école,alors que l'ancienne halle de décuvage d'EDF doit devenir un lieu culturel. En août 2024, 700 appartements sont déjà proposés à la vente, alors que d'autres doivent devenir des logements sociaux ou intermédiaires. En août 2025, 60% des logements mis en vente ont été acquis
Concernant l'écoquartier de L'Île-Saint-Denis, il doit comprendre 300 logements dont 90 logements sociaux, une résidence étudiante, deux immeubles de bureaux, un hôtel, des commerces et services, dont un pôle nautique et une cité des arts. Les bâtiments sont à énergie passive, raccordés au réseau de chaleur urbain et équipés de panneaux photovoltaïques en toiture dans un quartier sans circulation automobile au stationnement regroupé dans une centrale de mobilité.